# Harry Horner
Harry Horner (24. července 1910 Holice – 5. prosince 1994 Pacific Palisades) byl americký scénograf a umělecký režisér česko-německého původu. Profesního vrcholu dosáhl v Hollywoodu jako oscarový vedoucí výpravy a scénograf, byl ale i filmovým a televizním režisérem.  
Oscara za výpravu a scénografii (Academy Award for Best Production Design) získal v roce 1949 za film Dědička (The Heiress) a v roce 1961 za snímek Hazardní hráč (The Hustler). Nominován na Oscara byl i v roce 1969 za film Koně se také střílejí.
Jeho rodiče byli německojazyční Židé z českých Holic. Vystudoval architekturu na Vídeňské univerzitě. Scénografii se učil v divadle u Maxe Reinhardta ve Vídni, a když Reinhardt na začátku 30. let odešel do Spojených států, odešel Horner s ním, stejně jako celý jeho tým. Jako divadelní scénograf pracoval zpočátku i v USA. Roku 1940 získal americké občanství. Za války pracoval pro americkou armádu. Po válce pracoval jako scénograf na Broadwayi i pro Metropolitní operu v New Yorku. Nejvíce se ale proslavil jako filmový scénograf v Hollywoodu. Zkusil si i režii, natočil v 50. letech několik snímků (Red Planet Mars, Beware, My Lovely, Muž z del Ria) a režíroval i několik televizních seriálů (Gunsmoke, Shirley Temple's Storybook, R.C.M.P.). 
Jeho syn James Horner se stal skladatelem filmové hudby. 
V roce 2017 zastupitelé města Holice oznámili, že intenzivně pátrají po podrobnostech o dětství svého rodáka.